# Mefistofeles

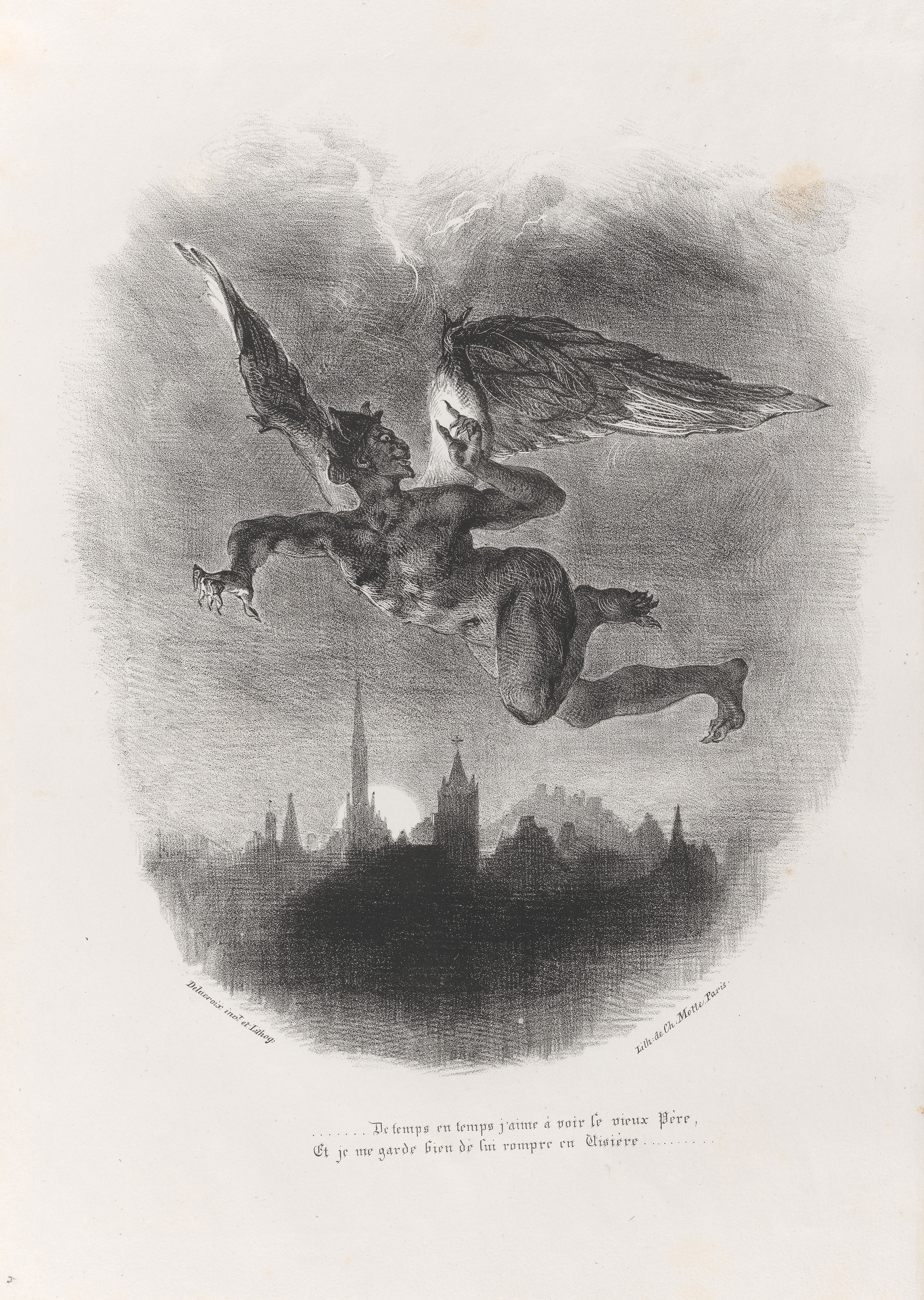
Mefistofeles flyger över en stad, av Eugène Delacroix.

Mefistofeles (Mephistopheles) eller Mefisto (Mephisto) är en demon i tysk folklore. Figuren har sitt ursprung i Faustsagorna från 1500-talet, där han är en ond ande och Lucifers (Djävulens, Satans) tjänare på jorden.
I Goethes drama Faust, som han arbetade med under decennier, används myten om Mefistofeles som ett etiskt dilemma. Den lärde läkaren Heinrich Faust säljer sin själ till djävulen Mephistopheles (kort Mephisto), för att vinna kunskap och erfarenhet. Han sviker sin fästmö Margareta, kallad Gretchen, av samma orsak. För Goethe var dramat, trots sin ofullständighet, hans livsverk, och det han ständigt kämpade med. Många andra konstnärer har, efter Goethe, använt figurerna Faust och Mefisto som symboler för konstens, eller kunskapstörstens, demoni.

## Inom populärkulturen
- Mephisto är en tysk-ungersk politisk dramafilm från 1981 som utspelas i Nazityskland, baserad på romanen Mefisto av Klaus Mann.
- Mephisto är en djävul i serierna inom Marvel Comics universum.
- Mephisto är en av Diablos två bröder i datorrollspelet Diablo, där han är en djävul som beskrivs som hatets furste. Mephistos trupper drivs av hat mot alla levande väsen, speciellt dem med ett rent hjärta. Hans undersåtar är framför allt vandöda lik (zombier) och korrupta demoner vars förvridna kroppar skapar evig vrede.
- Mefistofeles är i TV-serien Hex den som läxar upp den mörke Messias, då jämställd ärkeängeln Rafael som innehar samma position fast på de godas sida.
- Mefisto är en ond trollkarl i den tecknade serien Bamse.
- Mephistopheles, han som skyr ljuset, ur Den satanistiska bibeln av Anton LaVey.
- Mephisto Pheles är exorcist och den näst starkaste av de åtta demon-kungarna i mangaserien Blue Exorcist.
- Mephistopheles är en intelligent get i Terry Pratchetts roman Shepherd's Crown. Han är i grunden elak, men håller sig mycket vänlig i sällskap med sin pacifistiske ägare Geoffrey.